# Yukinori Muramatsu
Yukinori Muramatsu (村松 幸典, Muramatsu Yukinori, Shizuoka, 13 juni 1969) is een Japans voormalig voetballer die als verdediger speelde.

## Clubcarrière
In 1988 ging Muramatsu naar de Tokyo University of Agriculture, waar hij in het schoolteam voetbalde. Nadat hij in 1992 afstudeerde, ging Muramatsu spelen voor Urawa Reds. In 4 jaar speelde hij er 14 competitiewedstrijden. Hij tekende in 1996 bij Fujitsu. Muramatsu beëindigde zijn spelersloopbaan in 1996.

## Statistieken

### J.League
| Seizoen | Club       | Competitie | J.League | J.League | J.League Cup | J.League Cup | Totaal | Totaal |
| Seizoen | Club       | Competitie | Wed.     | Dlp.     | Wed.         | Dlp.         | Wed.   | Dlp.   |
| ------- | ---------- | ---------- | -------- | -------- | ------------ | ------------ | ------ | ------ |
| 1992    | Urawa Reds | J1 League  | -        | -        | 8            | 0            | 8      | 0      |
| 1993    | Urawa Reds | J1 League  | 13       | 0        | 0            | 0            | 13     | 0      |
| 1994    | Urawa Reds | J1 League  | 1        | 0        | 1            | 0            | 2      | 0      |
| 1995    | Urawa Reds | J1 League  | 0        | 0        | -            | -            | 0      | 0      |
| Totaal  | Totaal     | Totaal     | 14       | 0        | 9            | 0            | 23     | 0      |